# Cabaceiras
Cabaceiras este un oraș în Paraíba (PB), Brazilia.